# 葡萄糖酸锌
葡萄糖酸锌（化学式：C12H22O14Zn）是锌的葡萄糖酸盐，是一种离子化合物，由二价锌离子和葡萄糖酸根构成，多见于膳食补充剂中，用以补充锌元素。

## 制备方法
葡萄糖酸锌可经由葡萄糖酸与氧化锌或乙酸锌反应来制得。

## 物化性质
葡萄糖酸锌呈白色结晶或粉末，易溶于水，不溶于有机溶剂。葡萄糖酸锌可以水合物形式存在，最高可形成三水合物。

## 药用
葡萄糖酸锌作为锌化合物，可用于预防或治疗锌缺乏症。
世卫组织建议在用于缓解腹泻引起的脱水症状的口服补液配方中加入葡萄糖酸锌
。葡萄糖酸锌等锌盐也用于预防或治疗感冒。一项以两种安慰剂为对照的双盲研究表明，服用葡萄糖酸锌片剂可将感冒症状的严重程度降低约40%，并使病程缩短三到四天，但常产生胃肠道副作用。
根据1998年发表的一项以小儿为实验对象的研究，片剂形式的葡萄糖酸锌对小儿普通感冒没有明显的缓解作用。而在以成人患者为实验对象的十项研究中，五项研究报告了锌对感冒有积极缓解作用，但其他五项研究未发现其有效性。在另一项对照研究中，通过鼻腔给药的葡萄糖酸锌对于鼻病毒感染引起的感冒症状没有缓解作用；鼻腔滴入葡萄糖酸锌后，个别病例出现了永久性的嗅觉丧失。